# 7 février dans les chemins de fer
7 janvier 7 mars
Chronologies thématiques
- Croisades
- Sports
- Disney

Cette page concerne les événements qui se sont déroulés un 7 février dans les chemins de fer.

## Événements

### XXesiècle
- 1977 France, décision ministérielle approuvant la construction d'une gare souterraine à l'est de la gare de Paris-Nord afin d'accueillir l'interconnexion nord-sud du réseau express régional, et en surface, les autres lignes de banlieue. Ce déplacement des voies banlieue de la halle principale permet de dégager cet espace en prévision de l'arrivée du TGV Nord, et de l'extension des dessertes de la grande couronne parisienne.